# Noemia cupreoviridana
Noemia cupreoviridana är en skalbaggsart som beskrevs av Hayashi 1977. Noemia cupreoviridana ingår i släktet Noemia och familjen långhorningar. Inga underarter finns listade i Catalogue of Life.